# Губерт Маурер
Губерт Маурер (нім. Hubert Maurer; 10 червня 1738, Реттген — 10 січня 1818, Відень) — австрійський академічний живописець і графік.

## Життя і творчість
Губерт Маурер народився 10 червня 1738 року в Реттгені (район Бонна). Спочатку навчався живопису в Баварії, у придворного художника Йоганна Георга Вінтера. У 1762 році він продовжив навчання у віденській Академії витончених мистецтв, де потрапив в клас божевільного художника Франца Мессершмідта (1769—1770), який намагався під час нападу манії переслідування вбити Маурера.
У 1772—1776 роках входить в першу групу молодих німецьких художників, які отримали навчальну стипендія для поїздки в Італію. У Римі Маурер знайомиться з художником Антоном Менгсом. З 1785 Г. Маурер спочатку член, потім радник, і згодом (протягом 32 років) — професор віденської Академії мистецтв. Темою лекцій Г. Маурера в стінах Академії було переважно мистецтво італійського Відродження.
У стильовому відношенні полотна Маурера відображають епоху пізнього бароко і раннього класицизму.
Серед численних учнів Губерта Маурера були Фердинанд Георг Вальдмюллер, Карл Русс, Йоганн Баптист фон Лампі, Моріц Даффлінгер, Вільгельм Август Рідер, Фрідріх фон Амерлінг, Йоганн Міхаель Заттлер, Томас Ендер і Петер Фенді.

## Галерея

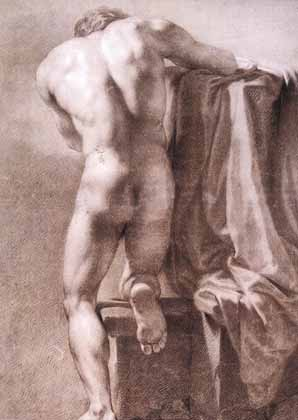
Оголений торс
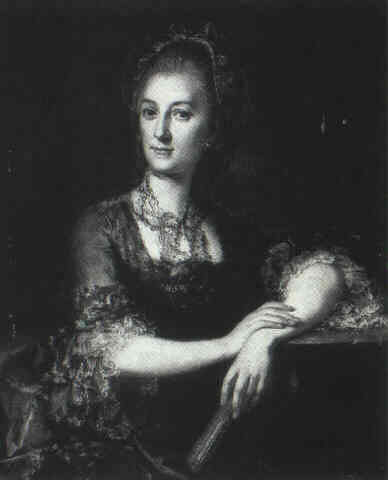
Портрет елегантної дами
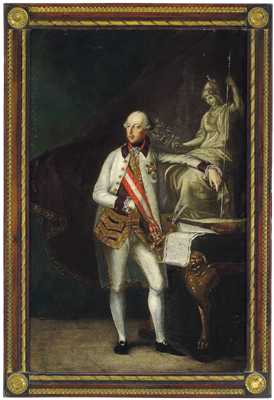
Портрет імператора Йозефа II
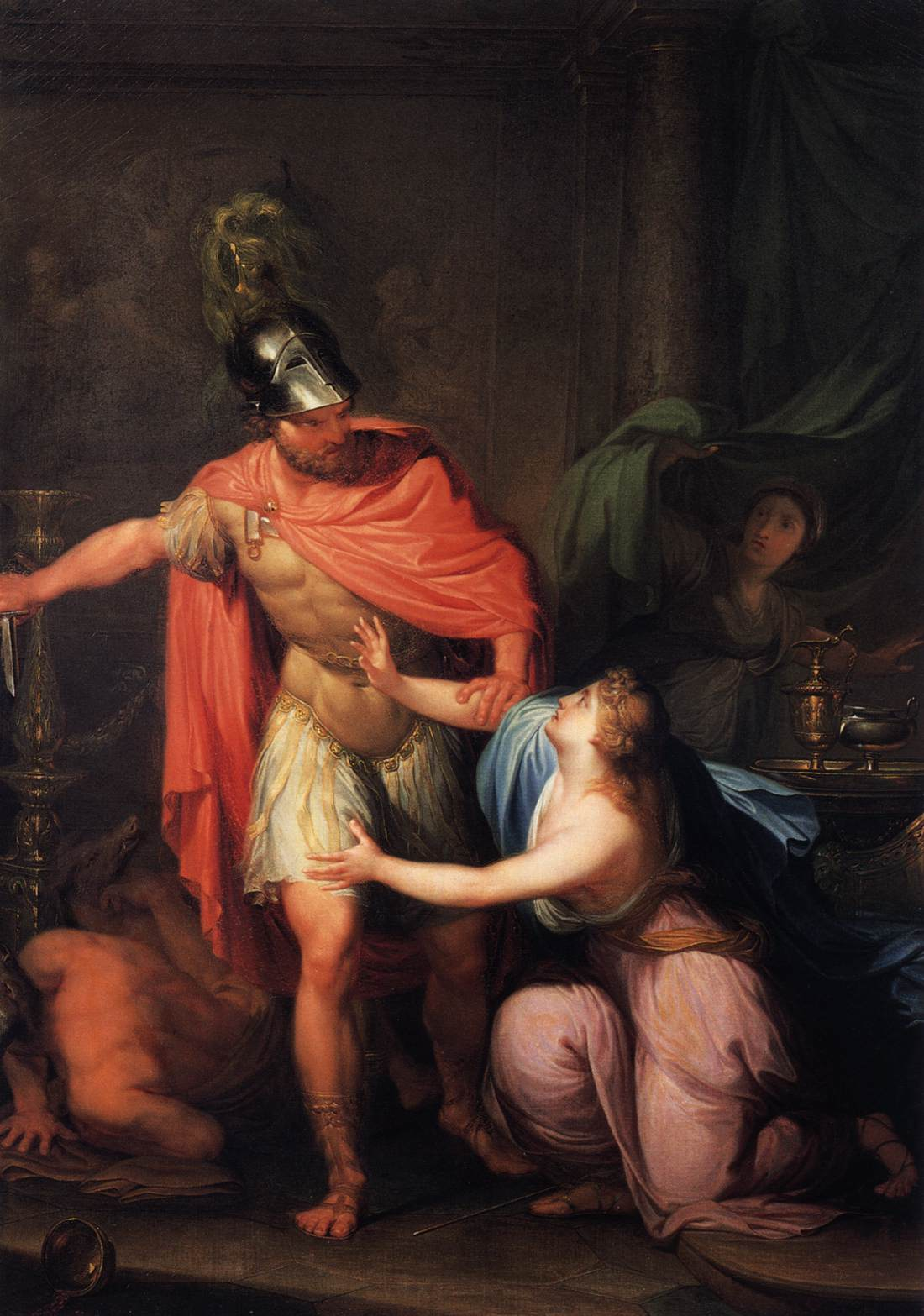
Цирцея и Одисей
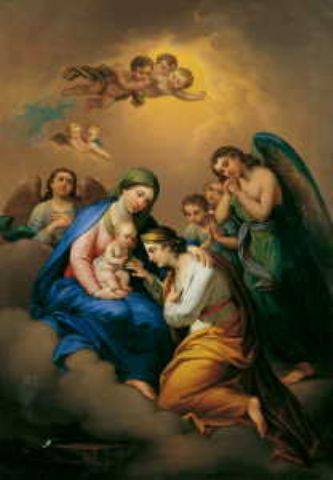
св. Катерина
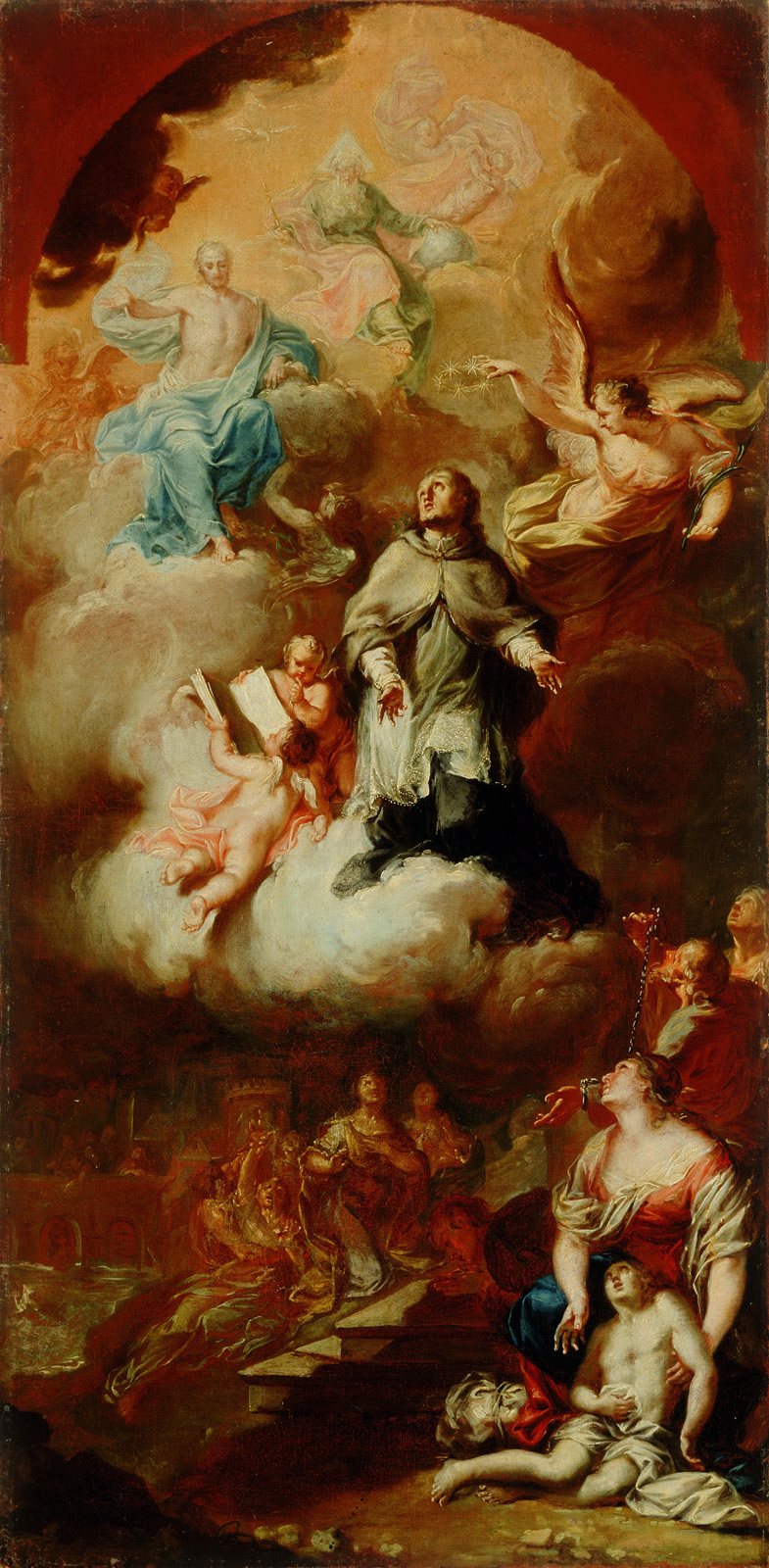
Йоганн Непомук